# Pumucklbrunnen
Der Pumucklbrunnen in München ist der gleichnamigen Märchenfigur von Ellis Kaut gewidmet. Geschaffen wurde er 1985 von dem Starnberger Bildhauer Claus Nageler, Stifterin ist Ellis Kaut. Er befindet sich im westlichen Luitpoldpark am Rande eines Kinderspielplatzes bei der Einmündung der Burgunderstraße in die Brunnerstraße.

## Beschreibung
Der Brunnen besteht aus einer hohen steinernen Stele in Form eines Baumstumpfes. Sie wird abgeschlossen von einer Bronzefigur, die den tanzenden Kobold zeigt. Nach unregelmäßigen Zeitintervallen spuckt der kleine Pumuckl als Streich einen drei bis vier Meter langen Wasserstrahl aus. Um die Stele herum sind drei kleinere Stelen gleichmäßig im Kreis angeordnet, die als Wasserspender dienen. 

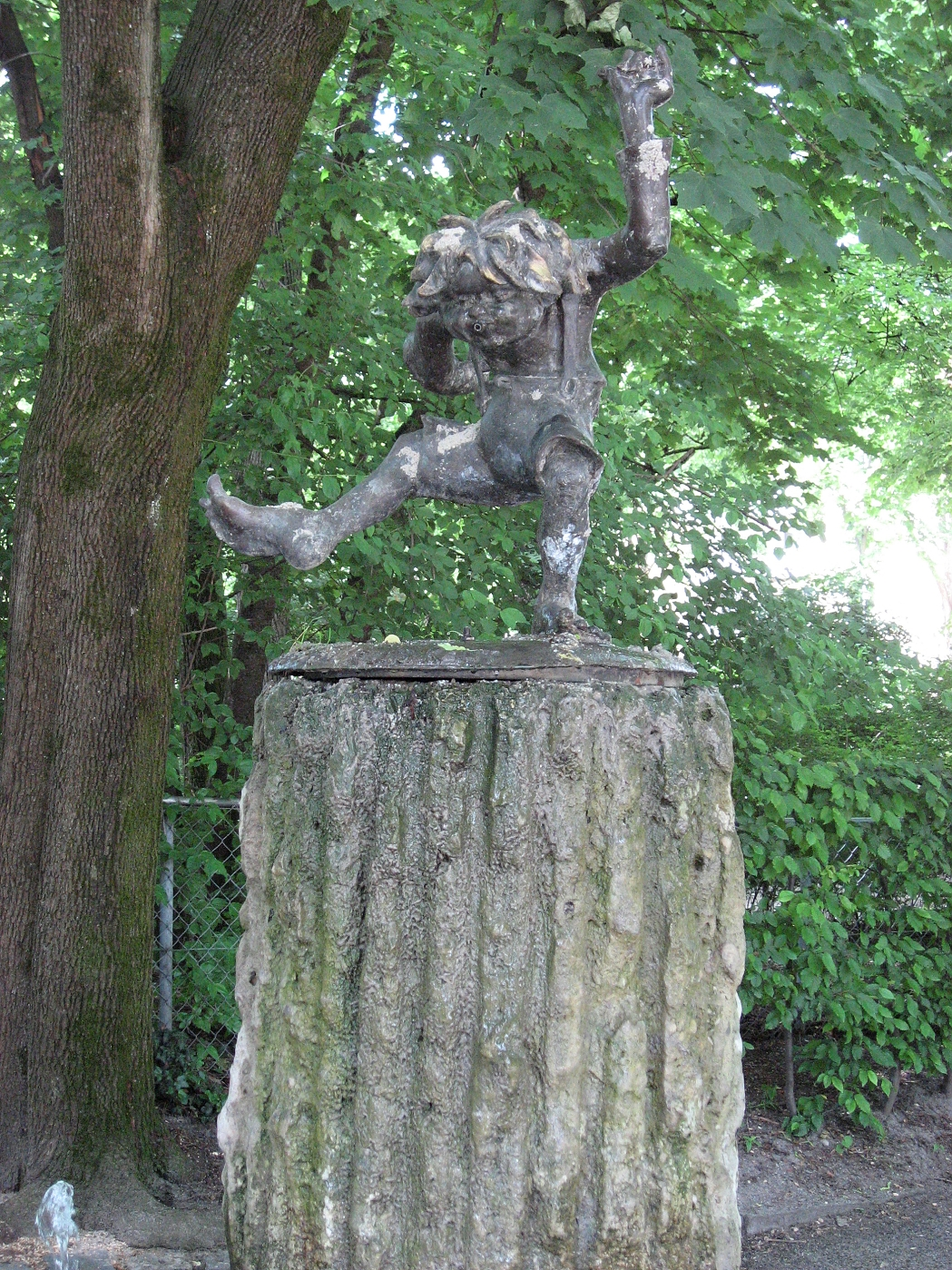
Bronzefigur und steinerne Stele
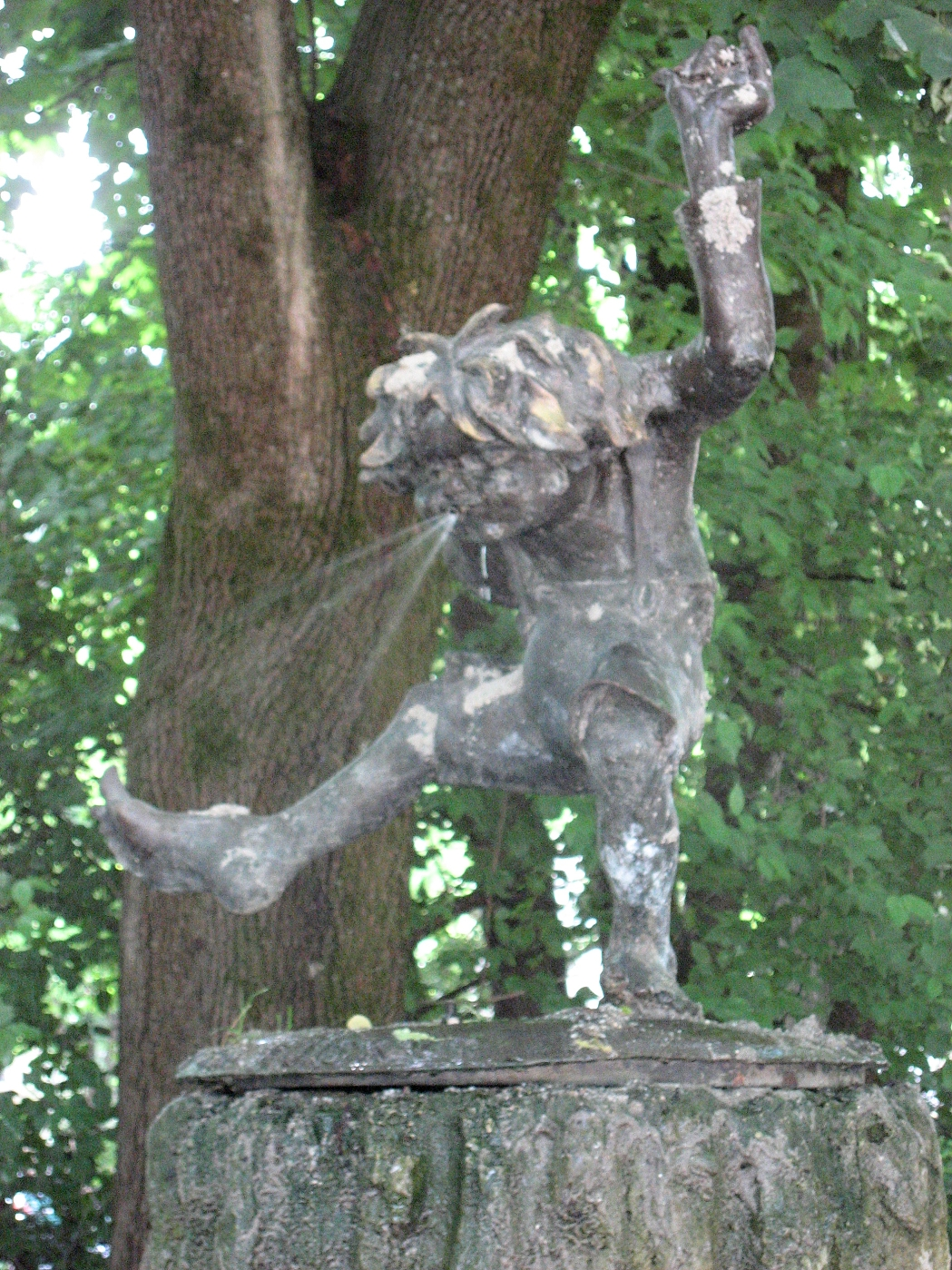
Der „spuckende“ Pumuckl